# Irene Eijs
Irene Eijs (née le 16 décembre 1966 à Wassenaar) est une rameuse néerlandaise.

## Biographie

### Palmarès

#### Aviron aux Jeux olympiques
- 1996 à Atlanta,  États-Unis
  -  Médaille de bronze en deux de couple[1]

#### Championnats du monde d'aviron
- 1995 à Tampere,  Finlande
  -  Médaille d'argent en quatre de couple
  -  Médaille de bronze en deux de couple[2]